# Os Vagabundos Trapalhões
Os Vagabundos Trapalhões é um filme brasileiro de 1982, do gênero comédia dramática, dirigido por J.B. Tanko e estrelado pela trupe humorística Os Trapalhões.
O filme é considerado uma sequência de Bonga, o Vagabundo, de 1971, por ter Bonga, o vagabundo interpretado por Aragão e inspirado em Carlitos de Charlie Chaplin, como personagem principal.
A trilha sonora foi composta por Sivuca, Glória Gadelha, Wando, Paulinho Tapajós e Renato Aragão, e interpretada por Fafá de Belém, Zizi Possi, Jessé, além d'Os Trapalhões. Em 1984, o filme foi premiado no Festival Internacional de Cinema para a Infância e Juventude, em Lisboa.

## Sinopse
O vagabundo Bonga e sua namorada Loló (Louise Cardoso) vivem em uma caverna, na floresta, próximo a uma periferia com outros três vagabundos. O grupo, liderado por Bonga, percorrem as ruas do Rio de Janeiro, recolhendo crianças órfãs ou abandonadas por carência material, e apesar da extrema pobreza, reina um clima de amor que encanta a todos os pequenos. Para ganharem algum dinheiro, Bonga e seu grupo cantam e dançam em frente as boates e discotecas à noite. Pedrinho (Fábio Villa Verde), é um garoto rico, porém infeliz, pois sofre com a falta de atenção e carinho do pai, Ricardo (Edson Celulari), um industrial que está sempre muito ocupado. Um dia, Pedrinho foge e nas ruas conhece Bonga, após uma conversa, o garoto mente dizendo que não tem família e o vagabundo sensibilizado, decide leva-ló para ir viver com ele e seu grupo, e Pedrinho pela primeira vez se sente amado por alguém, criando um grande afeto por Bonga. Juliana (Denise Dumont), psicóloga da escola de Pedrinho, se oferece para ajudar nas buscas pelo menino, e Ricardo preocupado com o filho, oferece uma grande recompensa para quem o encontrar. Bandidos  descobrem o paradeiro do garoto e  interessados no dinheiro decidem sequestrá-lo.

## Elenco
- Renato Aragão... Bonga
- Dedé Santana... Dedé
- Mussum... Mussum
- Zacarias... Zacarias
- Fábio Villa Verde... Pedrinho
- Louise Cardoso... Loló
- Edson Celulari... Ricardo
- Denise Dumont... Juliana
- Izabella Bicalho... Vivi
- Gracinda Freire... D.ª Matilde
- Rogério Fróes... empresário
- Thelma Reston... mulher do empresário
- Fernando José... Fernando
- Carlos Kurt... guarda-florestal
- João Joedes... Dudu
- Leovegildo Cordeiro 'Radar'... Segurança da boate
- Claudioney Penedo... capanga de Dudu
- Paulo Vignolo
- Eduardo Villa Verde
- Déa Peçanha
- Roberto Lee
- Corpo de Baile Edgard del Rio

## Recepção

### Crítica
Robledo Milani em sua crítica para o Papo de Cinema disse que o filme tem "ritmo irregular, ainda que envolvente. Algumas de suas opções são controversas, principalmente vistas hoje em dia, em tempos em que o politicamente correto impera – as adoções, amplamente irregulares, tratam as crianças, em última instância, como frutas na feira."

### Lançamento
O filme foi comercializado para Moçambique e Angola em 1984, e para o México em 1988.

### Prêmios
1984 - Festival Internacional de Cinema para a Infância e Juventude, em Lisboa, Portugal